# Ohlstadt
Ohlstadt is een plaats in de Duitse deelstaat Beieren, en maakt deel uit van het Landkreis Garmisch-Partenkirchen.
Ohlstadt telt 3.298 inwoners. Het dorp ligt aan de spoorlijn München - Garmisch-Partenkirchen.
Bad Bayersoien ·
Bad Kohlgrub ·
Eschenlohe ·
Ettal ·
Farchant ·
Garmisch-Partenkirchen ·
Grainau ·
Großweil ·
Krün ·
Mittenwald ·
Murnau a.Staffelsee ·
Oberammergau ·
Oberau ·
Ohlstadt ·
Riegsee ·
Saulgrub ·
Schwaigen ·
Seehausen a.Staffelsee ·
Spatzenhausen ·
Uffing a.Staffelsee ·
Unterammergau ·
Wallgau
Gemeentevrij gebied: Ettaler Forst